# Полокване
Полокване (енгл. Polokwane), што значи Безбедно место (Place of Safety), познат и по старом имену Петерсбург, је град у Јужноафричкој Републици и главни град покрајине Лимпопо.

## Историја
1840-те Вортрекерси под вођством Андрес Хендрик Потгетера основали су Zoutpansbergdorp, град 100km на северозападу. Насеље је морало да се напусти због сукоба са локалним племенима. Основали су нови град 1886. године и назвали га Петерсбург у част лидеру Вортрекера Пјету Жуберту. Британци су овде током Бурског рата изградили концентрациони логор у којима су држали скоро 4.000 Бурских жена и деце. Званично је постао град 23. априла 1992. године.